# セーメーバン
セーメーバンは、山梨県大月市にある標高1,006.2mの山である。
セイメイバン、清明盤、晴明盤とも表記される。陰陽師の安倍晴明が麓の村に水を引こうとしたが失敗して死んだという伝説があり、この名になったという。
大菩薩連嶺の山域（離れて独立しているという見方もある）。

## 隣接する山
- 金山峠
- 大岱山
- 桜沢峠